# Ummistovesi
Ummistovesi är en del av en sjö i Finland.   Den ligger i landskapet Södra Savolax, i den södra delen av landet, 230 km nordost om huvudstaden Helsingfors. Ummistovesi ligger 68 meter över havet.